# El detectiu moribund
El detectiu moribund, (anglès: The Adventure of the Dying Detective, tot i que en algunes edicions simplement titulat The Dying Detective), és un dels 56 contes de Sherlock Holmes escrits per Sir Arthur Conan Doyle. Va ser publicat originalment a Collier's als Estats Units el 22 de novembre de 1913, i The Strand Magazine al Regne Unit el desembre de 1913. Juntament amb set històries més, es va recollir a El darrer cop d'arquet (publicat el 1917).

## Resum de la trama
El doctor Watson és cridat per atendre Holmes, que aparentment s'està morint d'una malaltia tropical rara, la febre de Tapanuli, contreta mentre estava en un cas. Watson està sorprès, no haver sentit parlar de la malaltia del seu amic. La senyora Hudson diu que Holmes no ha menjat ni begut res en tres dies.
Holmes li indica a Watson que no s'acosti a ell, perquè la malaltia és altament infecciosa. De fet, menysprea ser tractat per Watson i insulta les seves habilitats, sorprenent i fent mal al metge. Tot i que Watson vol examinar a Holmes ell mateix o trucar a un especialista, Holmes exigeix que Watson esperi diverses hores abans de buscar ajuda. Mentre Watson espera, examina diversos objectes a l'habitació d'Holmes. Holmes s'enfada quan Watson toca objectes explicant-li que no li agrada que se li toquen les coses.

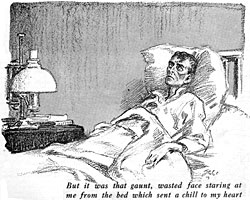
Il·lustració de 1913 de Frederic Dorr Steele a Collier's

A les sis, Holmes li diu a Watson que encengui el llum de gas, però només a mitja potència. Aleshores li encarrega a Watson que porti el senyor Culverton Smith del 13 de Lower Burke Street per veure Holmes, però que s'asseguri que Watson torni a Baker Street abans que Smith arribi.
Watson va a l'adreça de Smith. Encara que Smith es nega a veure ningú, Watson s'obliga a entrar. Quan Watson explica el seu encàrrec en nom de Sherlock Holmes, l'actitud de Smith canvia dràsticament. Smith accepta traslladar-se a Baker Street en mitja hora. Watson s'excusa, dient que té una altra cita, i torna a Baker Street abans de l'arribada de Smith.
Creient que estan sols, Smith és franc amb Holmes. Sorprèn, per horror de Watson, que Holmes ha estat malalt per la mateixa malaltia que va matar el nebot de Smith, Victor Savage. Llavors Smith veu la petita caixa d'ivori, que havia enviat a Holmes per correu, i que conté una punxa esmolada infectada per la malaltia. Smith s'ho embosca, eliminant les proves del seu crim. Aleshores decideix quedar-se allà i veure com Holmes mor.
Holmes li demana a Smith que pugi el gas, cosa que Smith fa. Llavors Smith li pregunta a Holmes si li agradaria alguna altra cosa, a la qual cosa Holmes respon -ja no amb la veu d'un home a prop de la mort- "un llumins i un cigarret". Llavors entra l'inspector Morton: la llum de gas completa era el senyal per entrar. Holmes li diu a Morton que arresti Culverton Smith per l'assassinat del seu nebot, i potser també per l'intent d'assassinat de Sherlock Holmes. Smith assenyala que la seva paraula és tan bona com la de Holmes a la cort, però Holmes demana que Watson surti de darrere de la pantalla, per presentar-se com un testimoni més de la conversa.
Holmes explica que va fingir la seva malaltia per induir Smith a confessar l'assassinat del seu nebot. Holmes no va ser infectat per la caixa petita; té prou enemics per saber que sempre ha d'examinar el seu correu amb atenció abans d'obrir-lo. Es va morir de fam durant tres dies i l'afirmació de la naturalesa infecciosa de la "malaltia" va ser evitar que Watson l'examini i descobrís l'enginy, ja que, segons aclareix, té tot el respecte per les habilitats mèdiques del seu amic.

## Detalls del període
A la història, el motiu de l'assassí Culverton Smith per matar el seu nebot, Víctor Savage, s'esmenta en una observació descarada de Holmes que Savage es trobava entre "aquest monstre [Smith] i una reversió". The New Annotated Sherlock Holmes té una nota per a aquesta paraula:
| « | En aquest cas, "reversió" es refereix a la part no disposada d'un patrimoni, que presumiblement caurà en possessió de l'atorgant original o del seu representant. Tingueu en compte que a "Shoscombe Old Place", la residència homònima torna al germà del difunt Sir James Falder després de la mort de la vídua de Sir James, Lady Beatrice.. | » |

La data de fixació es pot deduir de l'esment de Watson que era "el segon any del meu matrimoni", el primer va ser el 1889. Es fa referència a l'inspector Morton d'una manera familiar però aquesta és la seva única aparició al cànon. L'estudiós canònic Leslie S. Klinger es va preguntar si Morton era el company de l'inspector Brown a The Sign of the Four.
L'especialista en malalties tropicals William A. Sodeman Jr., va proposar que la "febre Tapanuli" era melioïdosi,una conclusió recolzada pel metge Setu K. Vora. Vora va plantejar la possibilitat que Conan Doyle llegís el primer informe de melioïdosi publicat el 1912 abans d'escriure la seva història curta el 1913.

## Historial de publicacions
"The Adventure of the Dying Detective" es va publicar als Estats Units a Collier's el 22 de novembre de 1913, i al Regne Unit a The Strand Magazine el desembre de 1913.La història es va publicar amb tres il·lustracions de Frederic Dorr Steele a Collier's, i amb quatre il·lustracions de Walter Paget (germà de Sidney Paget) a Strand. La història es va incloure a la col·lecció de contes El darrer cop d'arquet, que es va publicar al Regne Unit i als Estats Units l'octubre de 1917.

## Adaptacions

### Cinema i televisió
El 1921 es va estrenar una adaptació en curtmetratge a la sèrie de pel·lícules Stoll protagonitzada per Eille Norwood com Holmes.
Un episodi de televisió de 1951 de We Present Alan Wheatley as Mr Sherlock Holmes in... va ser adaptat de la història, protagonitzat per Alan Wheatley com Holmes, Raymond Francis com el Dr. Watson i Bill Owen com l'inspector Lestrade. Ara l'episodi es troba perdut.
Un episodi de televisió de 1994 de The Memoirs of Sherlock Holmes protagonitzat per Jeremy Brett com Holmes, Edward Hardwicke com Watson i Jonathan Hyde com Culverton Smith va ser adaptat de la història. Aquesta versió és fidel al conte original però s'ha ampliat molt. Conté molts més detalls sobre el nebot de Smith, que en canvi es representa com el cosí de Smith, i substitueix la primavera infectada per un parell de tacs.
La història va ser adaptada com a episodi de 1999 de la sèrie de televisió animada Sherlock Holmes al segle XXII titulada "L'aventura del detectiu trastornat".
Un episodi de televisió del 2012 de Elementary protagonitzat per Jonny Lee Miller com Holmes, que és el novè episodi de la primera temporada, reflecteix molts elements de la història, encara que amb Holmes simplement malalt d'una malaltia més convencional que limita la seva capacitat per dur a terme el treball de camp.
Un episodi de Sherlock del 2017 inclou el personatge Culverton Smith, interpretat per Toby Jones. El títol de l'episodi, "The Lying Detective", és una joc amb el títol de la història original. A diferència del conte original, on se suggereix que Culverton Smith només ha comès un assassinat, "The Lying Detective" el presenta com un ric filantrop que ha organitzat una habitació en particular en un hospital que patrocina per tenir un passatge secret que pot utilitzar per colar-se i matar qualsevol persona que hi sigui tractada. Alerta de la veritable naturalesa de Smith per la seva filla aparentment psicòtica com a part d'una agenda desconeguda, Sherlock ho aprofita com una oportunitat per crear una situació perillosa de la qual John Watson pot salvar-lo per complir l'última petició de Mary Watson per salvar John del seu dolor després de la seva mort, va caure deliberadament del vagó i va tornar a un vell hàbit de drogues perquè es pugui considerar simplement un delir, atacant Culverton i acusant-lo de ser un assassí en sèrie perquè l'enviïn a l'hospital de Smith per rebre tractament. Això li dona a Sherlock l'oportunitat d'escoltar la confessió de Culverton a través d'un dispositiu de gravació amagat al bastó vell d'en John, que havia predit que John deixaria amb ell després de ser enviat a l'hospital. Tot i que la confessió original es considera inadmissible, ja que Sherlock la va adquirir bàsicament a través d'un atrapament, posteriorment Culverton confessa de bon grat els seus crims a Lestrade, pensant alegrement que ara serà encara més famós.

### Ràdio
"The Dying Detective" va ser adaptat per Edith Meiser com a episodi de la sèrie de ràdio nord-americana  The Adventures of Sherlock Holmes. L'episodi, que es va emetre el 1931, va comptar amb  Richard Gordon com Sherlock Holmes i Leigh Lovell com el Dr. Watson. Altres produccions de la història es van emetre el 1935, amb Louis Hector com a Holmes i Lovell com a Watson, i el 1936, amb Gordon com a Holmes i Harry West com a Watson.
Un episodi titulat "The Riddle of the Dying Detective" es va emetre el 1939 a la sèrie de ràdio nord-americana The New Adventures of Sherlock Holmes, amb Basil Rathbone com a Holmes i Nigel Bruce com a Watson. Un altre episodi titulat "The Adventure of the Dying Detective" es va emetre el 1943. La història també va ser adaptada a un episodi de ràdio de la sèrie de 1947, amb Tom Conway com a Holmes i Bruce com a Watson. Aquesta versió inclou l'inspector Lestrade en comptes de l'inspector Morton.
Una adaptació de ràdio de 1954 amb John Gielgud com Holmes i Ralph Richardson com Watson es va emetre al BBC Light Program. Hugh Manning va interpretar l'inspector Morton. Juntament amb altres adaptacions de ràdio de Sherlock Holmes amb Gielgud i Richardson, la producció es va emetre a la ràdio NBC el 1955.
La història va ser adaptada per a la ràdio de la BBC el 1967 per Michael Hardwick, com a part de la sèrie de ràdio 1952–1969 protagonitzada per Carleton Hobbs com Holmes i Norman Shelley com Watson.
Una adaptació de la BBC Radio 4 de 1994 dramatitzada per Robert Forrest es va emetre com a part de la sèrie de ràdio 1989–1998 protagonitzada per Clive Merrison com Holmes i Michael Williams com Watson. Va comptar amb Edward Petherbridge com a Culverton Smith i Alex Jennings com a Savage.
El 2010, la història es va adaptar com a episodi de The Classic Adventures of Sherlock Holmes, una sèrie del programa de ràdio nord-americà Imagination Theatre, amb John Patrick Lowrie com a Holmes i Lawrence Albert com a Watson.